# ジョン・ラムズボトム (菌類学者)

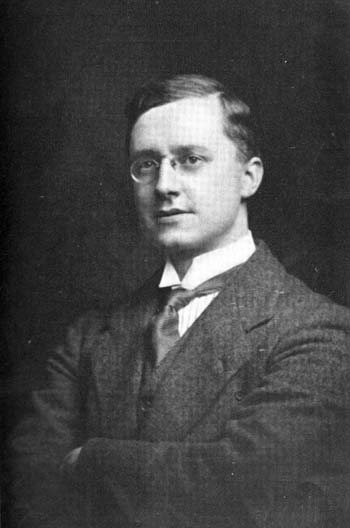
ジョン・ラムズボトム

ジョン・ラムズボトム（John Ramsbottom OBE FLS、1885年10月15日 - 1974年12月14日）はイギリスの菌類学者である。

## 略歴
マンチェスターで生まれた。ケンブリッジ大学のエマニュエル・カレッジを卒業し、1910年からロンドン自然史博物館の学芸員（Keeper of Mycology）を務め、1950年までKeeper of Botanyを務めた。第一次世界大戦中の1917年から1919年の間は連合軍が遠征したギリシャのテサロニキに最初は民間の微生物学者として、後に陸軍医療隊の将校として、医療行為を行い大英帝国勲章を受勲した。
1937年から1940年の間、ロンドン・リンネ協会の会長を務め、1965年にリンネ・メダルを受賞した。イギリス菌類学会（British Mycological Society）では事務局を務め、長く機関誌を出版し、2度会長を務めた。1928年から1931年の間、Quekett Microscopical Club（John Thomas Quekett、に因んで名づけられたアマチュアのための顕微鏡学のクラブ）の会長も務めた。博物学者に関する著作もあり、1943年から1972年まで、博物学史協会（Society for the History of Natural History）の会長を務めた。

## 著作
- A handbook of the larger British Fungi British Museum, Department of Botany, London, 1923
- Poisonous fungi, Penguin Books, London, 1945
- Mushrooms and Toadstools: A Study of the Activities of Fungi, Collins, London 1953